# ザック・セイバーJr.
ザック・セイバーJr.（ザック・セイバー・ジュニア、Zack Sabre Jr.、1987年7月24日 - ）は、イングランドの男性プロレスラー。
本名はルーカス・イートウェル（Lucas Eatwell）。ケント州シェピー島出身。2024年現在新日本プロレスに所属している。
リングネームに「Jr.」が含まれているが、二世レスラーではない（「ザック・セイバー」や「ザック・セイバーSr.（シニア）」というプロレスラーは実在しない）。
ヴィーガンでもある。

## 来歴

### デビュー前〜キャリア初期
祖父母が保管していたBSのプロレス中継番組を録画したビデオを見たことがきっかけでプロレス（特に母国・イギリスのプロレス）に興味を持ち、ジョニー・セイント、スティーブ・グレイ、ジョニー・キッド、スカル・マーフィー、ロビー・ブルックサイドなどのイギリスのテクニシャン系選手に魅せられる。そしてテレビのドキュメンタリー番組で取り上げられた地元団体「NWA UKハンマーロック」に入門を決意。
NWA-UKハンマーロックのジムで14歳の頃よりアンドレ・ベイカーの指導を受けた後、2004年4月に同団体のシェピー島シアネス大会でデビュー。2005年10月にはNWA-UKジュニアヘビー級王座を奪取した。
その後、UKハンマーロックの活動が停止に伴い2006年頃よりスペインやドイツなどに進出、2006年8月18日、RQWのリングにて潮崎豪と対戦。この試合が後のザックのプロレスリング・ノアイギリス大会への出場オファーのきっかけとなった。
2008年にはノアのイギリス大会に参戦し、後に鈴木軍のメンバーとなる金丸義信と対戦したが20分時間切れ引き分けに終わった。
2009年にはIPW:UKに参戦し、マーティ・スカルとのタッグでIPW-UK英国タッグ王座を獲得する。
2010年1月にはwXwに参戦し、wXw世界ライト級王座を奪取。さらに6月、wXw世界ヘビー級王座を保持するスティーブ・タグラスを破り初代wXw統一世界王者となった。8月には、タイトル歴と過去に金丸と引き分けた実績から、IPW:UKに参戦したノアの金丸が保持するGHCジュニアヘビー級王座へ挑戦したが、敗れた。

### プロレスリング・ノア参戦

#### 2011年〜2012年
2011年のノアのヨーロッパツアーにおける5月15日のドイツ・オーバーハウゼン大会（wXwが共催）で、石森太二に勝利する。
過去のノア勢との好勝負が評価され、ザックのノアへの留学が決定した。7月からの日テレG+杯争奪ジュニアヘビー級タッグ・リーグ戦に石森とのタッグで参加することになった。しかし、急遽KAIENTAI-DOJOの滝澤大志にパートナーが変更となった。
8月のALL TOGETHER 東日本大震災復興支援チャリティープロレスの第1回大会にもノア代表として参戦し、バトルロイヤルに出場した。
2012年にも再びノアに参戦。また同年の第6回日テレG+杯争奪ジュニアヘビー級タッグ・リーグ戦にも再参戦。ポール・ロンドンと組んで出場した。金丸&平柳玄藩に勝利したのみで、同チームと同位でBブロック最下位の成績であった。

#### 2013年
2013年からはノアの常連外国人となり、第7回日テレG+杯争奪ジュニアヘビー級タッグ・リーグ戦に小川良成と「日英テクニシャン・タッグ」を結成して参戦した。ところが、リーグ戦開催前から歯車の噛み合わないような関係で公式戦でも試合途中で仲間割れを毎回起こし、空中分解寸前であったが全勝で最終戦を迎え、新日本プロレスの獣神サンダー・ライガー&タイガーマスクと対戦するが両者リングアウトとなったため、両チームが勝ち点6の同点でブロック首位同点となり直後に決勝進出決定戦が行われ、ザックがピンフォールを喫し敗退した。なお、ザック組は技能賞を獲得している。
同年8月4日、ディファ有明での旗揚げ記念大会「DEPARTURE 2013 ~13年目の夏~」で石森の保有するGHCジュニアヘビー級王座に挑戦したが、敗れた。
12月7日、有明コロシアムでの「GREAT VOYAGE 2013 in Tokyo vol.2 ~田上明引退記念大会~」にて小川とのコンビで新日本プロレスのライガー&タイガーマスク組へ流出しているGHCジュニアヘビー級タッグ王座へ挑戦を表明、ザックのパートナーだった小川がピンフォールを奪い、GHC王座を初奪取を果たした。なお、ザックにとってはこれがGHCジュニアタッグ王座へは初挑戦であった。

#### 2014年〜2016年
2014年11月4日には原田大輔が保持するGHCジュニアヘビー級王座へ挑戦するも敗北した。2015年にはグローバル・ジュニア・ヘビー級リーグ戦や日テレG+杯争奪ジュニアヘビー級タッグ・リーグ戦に出場した。
2015年からはノアに参戦した鈴木軍との対抗戦で奮闘、タイチ、エル・デスペラード、TAKAみちのくらジュニアヘビー級部隊と交戦を繰り広げる。
2016年はアメリカ、イギリスを転戦、6月からはWWE主催のCWCに出場した。

### 新日本プロレス参戦

#### 2017年
2017年3月6日、新日本プロレスに初参戦し柴田勝頼の保持するRPWブリティッシュ・ヘビー級王座に挑戦し、試合終盤に鈴木軍が介入して鈴木みのるが柴田に対しゴッチ式パイルドライバーを決めると、最後はザックが自らPKで柴田をピンフォールして3カウントを奪い王座を奪取した。試合後、ザックは鈴木軍のTシャツに袖を通し、鈴木軍の一員となった。かつて、ノア時代に敵対していたザックの鈴木軍への加入は、同じ当時鈴木軍のメンバーでイギリス出身のデイビーボーイ・スミス・ジュニアとのつながりであるとされている。

#### 2018年
2018年3月、NEW JAPAN CUP 2018に初出場を果たし、初戦で優勝候補の1人といわれた内藤哲也と対決、新技の『オリエンテーリング・ウィズ・ナパーム・デス』で内藤からギブアップを奪い初戦を突破。続く2回戦では飯伏幸太、3回戦でSANADAを相次いで破り、決勝戦では棚橋弘至との30分を超える激闘を制し初優勝を成し遂げた。そして当時の最多防衛記録「11」まであと1に迫っていたオカダ・カズチカが持つIWGPヘビー級王座に挑戦するも、敗れた。8月12日、日本武道館で開催された『G1 CLIMAX 28』は、Bブロック予選を最終戦で内藤に勝ったことで勝ち点12で1位となったが、同点に飯伏、内藤、ケニー・オメガが並び、勝った相手の勝ち点の合計が一番勝る飯伏に決勝進出を譲る格好となった（いわゆるオポネント落ち）。予選落ちしたが『週刊プロレス』ではサブミッションのキレを評価された。

#### 2019年
2019年1月11日（イギリス時間）、ギルフォードで入江茂弘とRPWブリティッシュ・ヘビー級選手権試合を行った。入江がエルボーバットなどパワーファイトで食い下がったものの、ザックが積極的な関節狙いの末19分0秒に変形アームバーで勝利した。3月、NEW JAPAN CUP 2019にエントリー。
準々決勝まで行くも、昨年の決勝戦で戦った棚橋にジャパニーズレッグロールクラッチホールドで敗北を喫した。その後、自身の持つRPWブリティッシュ・ヘビー級王座の次期挑戦者に棚橋を指名した。4月、アメリカのマディソン・スクエア・ガーデンで棚橋の挑戦を退け王座防衛に成功。2019年のG1 CLIMAX 29では、4勝5敗と負け越しながらも元プロレスリング・ノアでの先輩、KENTAや同じイギリス人でIWGPジュニアヘビー級王者のウィル・オスプレイから勝利をあげるなど、確かな実力を見せた。8月11日、8人タッグマッチでリーグ戦で敗れた棚橋に再びピンフォールを取られてしまう。これにより、31日のイギリス大会でRPWブリティッシュ・ヘビー級王座を懸けて棚橋と今年4度目のシングルマッチを行い、サブミッションで棚橋を追い込むも、ドラゴンスープレックスホールドからのハイフライフローを喰らい王座から陥落した。9月、別府大会でのリマッチでグラウンドコブラツイストで棚橋から勝利し、王座に返り咲く。12月8日、広島大会のメイン終了後、バックステージでSANADAを襲撃。翌年の東京ドーム大会でのブリティッシュヘビー級王座戦が確実となった。年内最終戦となった12月21日の後楽園大会では当初タイチと組み、SANADA&BUSHIと戦う予定だったがSANADAの顔面負傷により、急遽BUSHIとのシングルマッチが組まれた。ザックのセコンドに付いたタイチと体型が酷似したマスクマン・ブラックマスクドホースの介入もあり優位に試合を進めるも、一瞬の隙を付かれ最後は丸め込まれ敗れてしまった。

#### 2020年
2020年1月5日、東京ドーム大会の第3試合でSANADAをヨーロピアンクラッチで破り、ブリティッシュヘビー級王座防衛に成功。2月2日、北海道・北海道立総合体育センター 北海きたえーるで行われたpresents THE NEW BEGINNING in SAPPOROの第7試合でオスプレイを相手にブリティッシュヘビー級王座防衛戦を行い、レフェリーストップで王座防衛に成功する。2月9日、大阪城ホールセミファイナル終了後、IWGP USヘビー級王座を保持するジョン・モクスリーを襲撃し次期挑戦をアピールした。2月14日、Revolution ProWrestlingのYork Hall大会にて行われたブリティッシュヘビー級王座防衛戦でオスプレイにストームブレーカーを決められ、王座陥落。2月21日、後楽園大会メイン終了後、IWGPタッグ王座を獲得した棚橋、飯伏をタイチと共に襲撃し次期挑戦をアピールした。6月22日に行われたNJPW WORLD Special NEW JAPAN CUP 2020の1回戦は第4試合で飯伏と対戦。最後はカミゴェを決められ、1回戦で敗退となった。7月12日、大阪城ホールDOMINION in OSAKA-JO HALLの第6試合でIWGPタッグ王座を賭けて、王者組（棚橋&飯伏組）と対戦（ザックのパートナーはタイチ）。最後は棚橋に天翔ザックドライバーを決め3カウント。タイチ&ザックが新チャンピオンになった。7月31日付けで正式に返上されたNEVER無差別級6人タッグ王座の新王者組を決定する「第21代NEVER無差別級6人タッグ王座決定トーナメント」が8月6日～8月9日の後楽園ホール4連戦で開催され、ザックはタイチと金丸をパートナーに出場したが、8月7日に行われた1回戦で抗争中のゴールデンエース（棚橋＆飯伏）・マスター・ワト組に敗れた。8月29日、SUMMER STRUGGLE in JINGUの第5試合（セミファイナル）でIWGPタッグ選手権試合。挑戦者組（棚橋&飯伏組）を迎え撃った。試合は王者組が棚橋にザックメフィストを決め、3カウントを奪取。王座初防衛に成功した。9月、G1 CLIMAX 30にBブロックでエントリー。結果は5勝4敗で2年ぶりに勝ち越しでリーグ戦を終えた。11月、WORLD TAG LEAGUEにタイチとのタッグでエントリー。こちらも5勝4敗でリーグ戦を終えた。

#### 2021年
1月4日、東京ドーム大会にて、G.o.Dに敗れIWGPタッグ王座から陥落。3月、NEW JAPAN CUP 2021にエントリー。1回戦でゲイブリエル・キッドから勝利するも、2回戦でオスプレイに敗れた。5月3日、福岡国際センター大会にてタンガ・ロアとのシングルマッチに勝利し、IWGPタッグ王座へのリマッチが決定。そして6月1日、後楽園ホール大会にてIWGPタッグ王座を奪還した。7月11日、真駒内セキスイハイムアイスアリーナ大会にて、内藤＆SANADA組に敗北。またしてもIWGPタッグ王座から陥落する。しかし、その2週間後の25日に行われた東京ドーム大会にて王座を奪還する。9月5日、メットライフドーム大会にて、前王者組の内藤＆SANADA組と後藤洋央紀＆YOSHI-HASHI組との3WAYマッチを制し、防衛に成功した。9月18日、G1 CLIMAX 31にAブロックでエントリー。初戦で内藤からギブアップ勝ちを収め、2戦目でIWGP世界ヘビー級王座を保持する鷹木信悟から、3戦目でG1連覇中の飯伏からギブアップ勝ちを収め、1982年生まれ組を3タテした。続く4戦目に行われたグレート-O-カーンとの試合は、後に行われた年間ベストバウトランキングにてベスト10入りを果たした。結果は6勝3敗。11月6日、IWGP世界ヘビー級選手権試合で鷹木に挑戦。30分越えの死闘の末敗れる。

#### 2022年

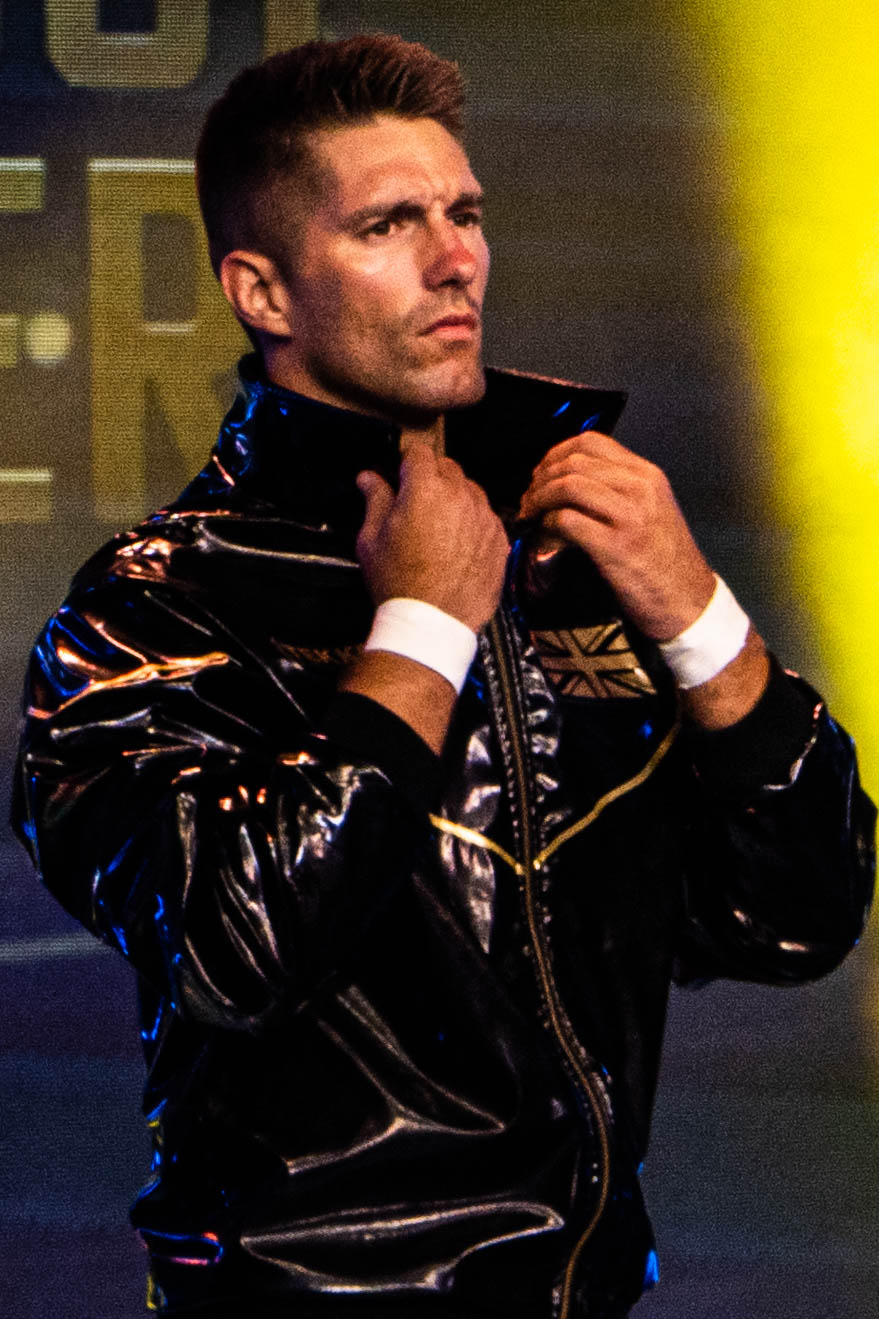
2022-06-26

1月4日、東京ドーム大会にてIWGPタッグ王座から陥落。8日に行われた横浜アリーナでのプロレスリング・ノアとの対抗戦にて、ノア参戦時代の先輩である小川良成&丸藤正道とタッグマッチで対戦した。3月27日、大阪城ホール大会にて内藤を破り、NEW JAPAN CUP 4年ぶり2度目の優勝を果たした。12月23日の後楽園ホール大会をもって鈴木軍が解散。同時にタイチとのタッグチームも解散となった。

#### 2023年
1月4日、東京ドーム大会にてNJPW WORLD認定TV王座の初代王者決定トーナメントの決勝を戦い、成田蓮から勝利し新日本プロレスで初のシングル王座を獲得。同時にTMDKに加入した。3月15日、岡山大会にて行われた「NEW JAPAN CUP 2023」2回戦で海野翔太と対戦するも、デスライダーの前に敗れる。4月8日、両国国技館『SAKURA GENESIS 2023』にて、NEW JAPAN CUPで敗れた海野を下し、TV王座を4度目の防衛。6月4日、DOMINION 6.4 in OSAKA-JO HALLにて行われたNJPW WORLD認定TV選手権試合でジェフ・コブを下し、10度目の防衛を果たした。8月9日、G1 CLIMAX 33のDブロック最終公式戦で後藤洋央紀と対戦。複合関節技で後藤を締め上げ、ギブアップを奪い、初めての決勝トーナメント進出が決定した。8月10日、船橋アリーナにて行われたG1 CLIMAX準決勝戦にてオカダ・カズチカと対戦するも敗れ、優勝はならなかった。9月3日、ノアのエディオンアリーナ大阪大会にてノアに約8年振りの参戦。小川良成との師弟タッグを復活させ、清宮海斗&大岩陵平と対戦。小川が変形シャイニングウィザードで清宮から3カウントを奪われ、勝利とはならなかった。

#### 2024年

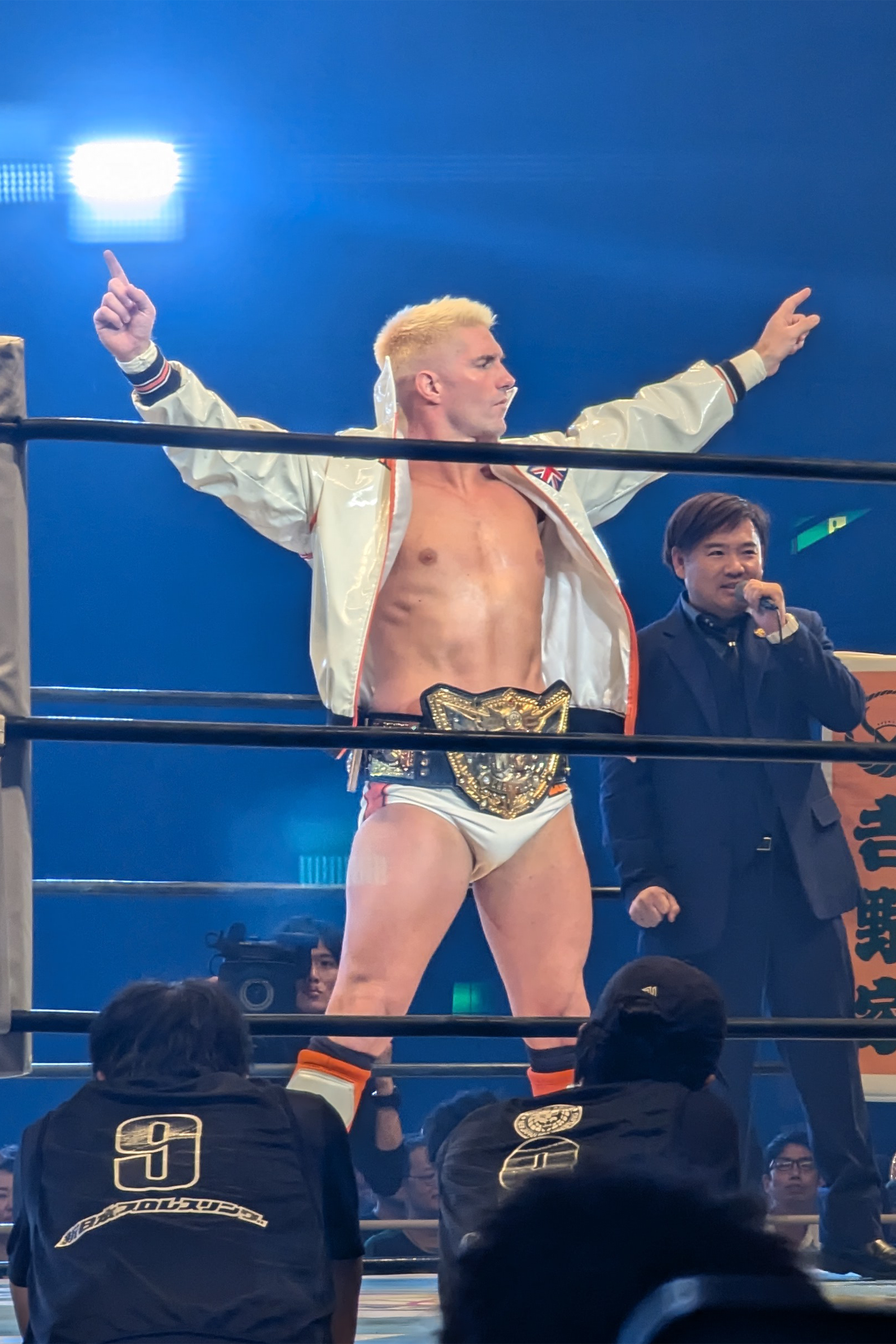
2024-11-04

1月4日、東京ドーム大会にて棚橋弘至に敗れ、1年間保持し16度の防衛を続けていたNJPW WORLD認定TV王座を手放す。その後、4月12日（米国時間）のアメリカ・Wintrust Arena大会にてマット・リドルから奪還するも、5月3日の福岡国際センター大会にてジェフ・コブに敗れ、初防衛に失敗。
この間の4月7日、同郷でプライベートでの親交も深いクリス・ブルックスの誘いに応じる形でDDTプロレスリング後楽園ホール大会に参戦。クリスとのタッグで上野勇希・MAO組と熱闘を繰り広げるも30分時間切れ引き分け。5月6日のALL TOGETHER日本武道館大会においてもクリスとタッグを組みタイチ・KAIと戦っている（クリスがタイチから3カウントを奪われ敗戦）。
G1 CLIMAX 34では、Aブロックにエントリーし、7勝2敗で1位通過。8月17日の両国国技館での優勝者決定トーナメント・セミファイナルでは、リーグ戦で敗れた鷹木信悟に雪辱を果たす。翌18日のファイナルでは、Bブロックを勝ち上がりNEW JAPAN CUPとの春夏連覇を狙う辻陽太からギブアップ勝ちを収めて、自身初、外国人選手としても2016年のケニー・オメガ以来史上2人目となるG1 CLIMAX優勝を果たす。優勝後にリング上でかつてノアで指導を受けていた小川良成に対し、「小川先輩、プロレス人生お疲れさまでした」と日本語で小川の引退を労った。
10月14日の両国国技館大会にて、内藤哲也を下して、IWGP世界ヘビー級王座を初戴冠。

## 得意技
ザックドライバー
セイバードライバー（ユー・スピン・ミー・ラウンド・テクノ・リミックス）
旋回式ザックドライバー。
セイバードライバー（you’ve been tangoed special）
クロスレッグ式ザックドライバー。
クラーキーキャット（旧名：ジム・ブレイクス・アーム・バー）
両腕と両足を極める「クラーキーキャットG1 34 winner テッカ―バージョン」というバリエーションがある。
ヨーロピアン・クラッチ

## タイトル歴
新日本プロレス
- IWGP世界ヘビー級王座 : 2回（第11・13代）
- NJPW WORLD認定TV王座 : 2回（初・4代）
- IWGPタッグ王座 : 3回（第87・89・91代）

パートナーはタイチ×3。
- NEW JAPAN CUP 優勝 : 2回（2018年、2022年）
- G1 CLIMAX 優勝 : 1回（2024年）

プロレスリング・ノア
- GHCジュニアヘビー級タッグ王座 : 2回（第19・21代）

パートナーは小川良成×2。
RPW
- RPWブリティッシュ・ヘビー級王座 : 4回（第15・17・21・23代）
- RPWブリティッシュ・タッグ王座 : 3回（第7・9・20代）

パートナーはマーティ・スカル×2。
パートナーは鈴木みのる。
EVOLVE
- EVOLVE王座 : 1回（第5代）

PWG
- PWG世界王座 : 1回（第24代）
- バトル・オブ・ロサンゼルス 優勝 : 1回（2015年）

WCPW
- WCPWインターネット王座 : 1回（第4代）

AMレスリング
- ラウンド・ロビン・トーナメント 優勝 : 1回（2008年）

DDTプロレスリング
- アイアンマンヘビーメタル級王座 : 1回

NWA-UKハンマーロック
- NWA-UKジュニアヘビー級王座 : 1回（第8代）
- ハードコア・ロータリー・トーナメント 優勝 : 1回（2008年）

IPW:UK
- IPW-UK英国タッグ王座 : 2回（第7・9代）

パートナーはマーティ・スカル×2。
- UKスーパー8トーナメント 優勝 : 1回（2014年）

wXw
- wXw世界ライト級王座 : 1回（第16代）
- wXw統一世界王座 : 1回（第24代）
- wXw世界タッグ王座 : 1回（第36代）

パートナーはビッグダディ・ウォルター。
- Ambition 4 優勝 : 1回（2013年）
- 16 カラット・ゴールド・トーナメント 優勝 : 1回（2016年）

ジャーマン・スタンピード・レスリング
- GSWブレイクスルー王座 : 1回

トリプル・エックス・レスリング
- トリプルXレスリング・ヘビー級王座 : 1回

プログレス・レスリング
- スーパー・ストロング・スタイル16 優勝 : 1回（2018年）

プロレス大賞
- 最優秀タッグチーム賞（2021年）

パートナーはタイチ。
- 最優秀選手賞（MVP）（2024年）